# Willem G. van Maanen
Willem Gustaaf (Willem G.) van Maanen (Kampen, 30 september 1920 – Leusden, 17 augustus 2012) was een Nederlands journalist en schrijver. In 2004 ontving hij de Constantijn Huygens-prijs voor zijn gehele oeuvre.

## Leven en werk
Van Maanen werd geboren in Kampen, de plaats die later vaak het decor zou vormen voor zijn romans. Hij groeide op in een links liberaal milieu. Zijn vader was de hoogleraar Engelse taal- en letterkunde Willem van Maanen.
Tijdens de Tweede Wereldoorlog was Van Maanen lid van een verzetsgroep en bood hij samen met een vriend onderdak aan Joden. Schuld, maar dan niet als religieuze notie, is een belangrijk thema in zijn oeuvre. Na de oorlog werd hij schrijvend journalist, later werkte hij voor de Wereldomroep.
Van Maanen debuteerde als schrijver in 1953 met Droom is 't leven. In 1955 ontving Van Maanen de Van der Hoogtprijs voor zijn roman De onrustzaaier (1954), in 1961 de Romanprijs van de Gemeente Amsterdam voor De dierenhater (1960) en in 1983 de F. Bordewijk-prijs van de Jan Campertstichting voor Het nichtje van Mozart (1983). In 1998 kreeg hij de Charlotte Köhler Prijs voor zijn roman Vrouw met dobermann . In 2004 werd hem voor zijn gehele oeuvre de Constantijn Huygens-prijs toegekend. In 2007 werd Heb lief en zie niet om genomineerd voor de AKO Literatuurprijs.
Van Maanen verhuisde op latere leeftijd naar Friesland. Hij was getrouwd en heeft drie kinderen. Van Maanen overleed in 2012 op 91-jarige leeftijd.

## Typering
"Het lezen van Willem G. van Maanen is een avontuur, een dwalen in een huis met steeds weer nieuwe deuren en onvermoede kamers", zo stelt het juryrapport bij de toekenning van de Constantijn Huygens-prijs in 2004.
De ingrediënten waarmee Van Maanen zijn bevreemdende verhalen samenstelde, zijn allesbehalve vreemd: het gaat om liefde en leugen, moord en zelfmoord, oorlog en dood, seks en erotiek, maar ze worden steeds weer op verrassende wijze met elkaar verbonden. De leugen dient om de liefde af te dwingen, de liefde dwingt tot vernietiging. "Het liefste wat je hebt vernietigen, alleen maar omdat het te lief is om voort te bestaan", luidt het in Helse steen (1970).
De complexe verhouding tussen waarheid en leugen kan men beschouwen als de kern van het werk van Van Maanen, al vanaf zijn debuut in 1953. Zijn personages geven zich over aan leugen en bedrog, ze komen niet tot inzicht, en wie de waarheid ontdekt, doet dit alleen om hem daarna weer te begraven. Meer dan vijftig jaar lang heeft Van Maanen dit inzicht gestalte gegeven en is hij erin geslaagd lezers te verleiden met romanfiguren die allesbehalve verleidelijk zijn. Altijd heeft hij schijnbaar waarheidsgetrouw geschreven, "omdat je alleen door de oppervlakte weer te geven de diepte kunt suggereren", zoals hij het zelf stelt. Of met een ander citaat: "het doel van het schrijven is het verbergen." Dat resulteert in een verborgenheid, noem het geheimzinnigheid, die bijvoorbeeld in Helse steen een verhaal oplevert over het taboe van de incestueuze verhouding van een zoon met zijn moeder ("Als kind wilde ik al met mijn moeder trouwen", zo begint hij de roman, "maar mijn vader zat er tussen, dus kwam het er niet van"). Daarmee is tegelijk de grote invloed van de psychoanalyse van Freud in het werk van Van Maanen benoemd. De mens als tegenstrijdig (bewust/onbewust) wezen, uit het paradijs (moederschoot) verjaagd, verlangend er niet te zijn, vol vernietigingsdrang dus, met dromen en bedrog.
Romans bij Van Maanen lopen nooit goed af, "en zo hoort dat ook", vond hij zelf.
Hoewel Van Maanen door velen beschouwd wordt als een der grootste Nederlandse schrijvers van de voorbije decennia, is hij bij het grote publiek relatief onbekend gebleven. Van Maanen trad zelden in de openbaarheid.

## Herinneringssteentje
In Kampen aan het Oude Raadhuisplein is een herinneringssteentje geplaatst. Hiervoor komen in aanmerking prominente (oud) inwoners van Kampen die de stad op positieve wijze in het nieuws hebben gebracht.

## Prijzen
- 1955 - Lucy B. en C.W. van der Hoogtprijs voor De onrustzaaier
- 1962 - Prozaprijs van de gemeente Amsterdam voor De dierenhater
- 1983 - F. Bordewijk-prijs voor Het nichtje van Mozart
- 1998 - Charlotte Köhler Prijs voor Vrouw met Dobermann
- 2001 - Sjoerd Leikerprijs voor zijn gehele oeuvre
- 2004 - Constantijn Huygens-prijs voor zijn gehele oeuvre

## Bibliografie

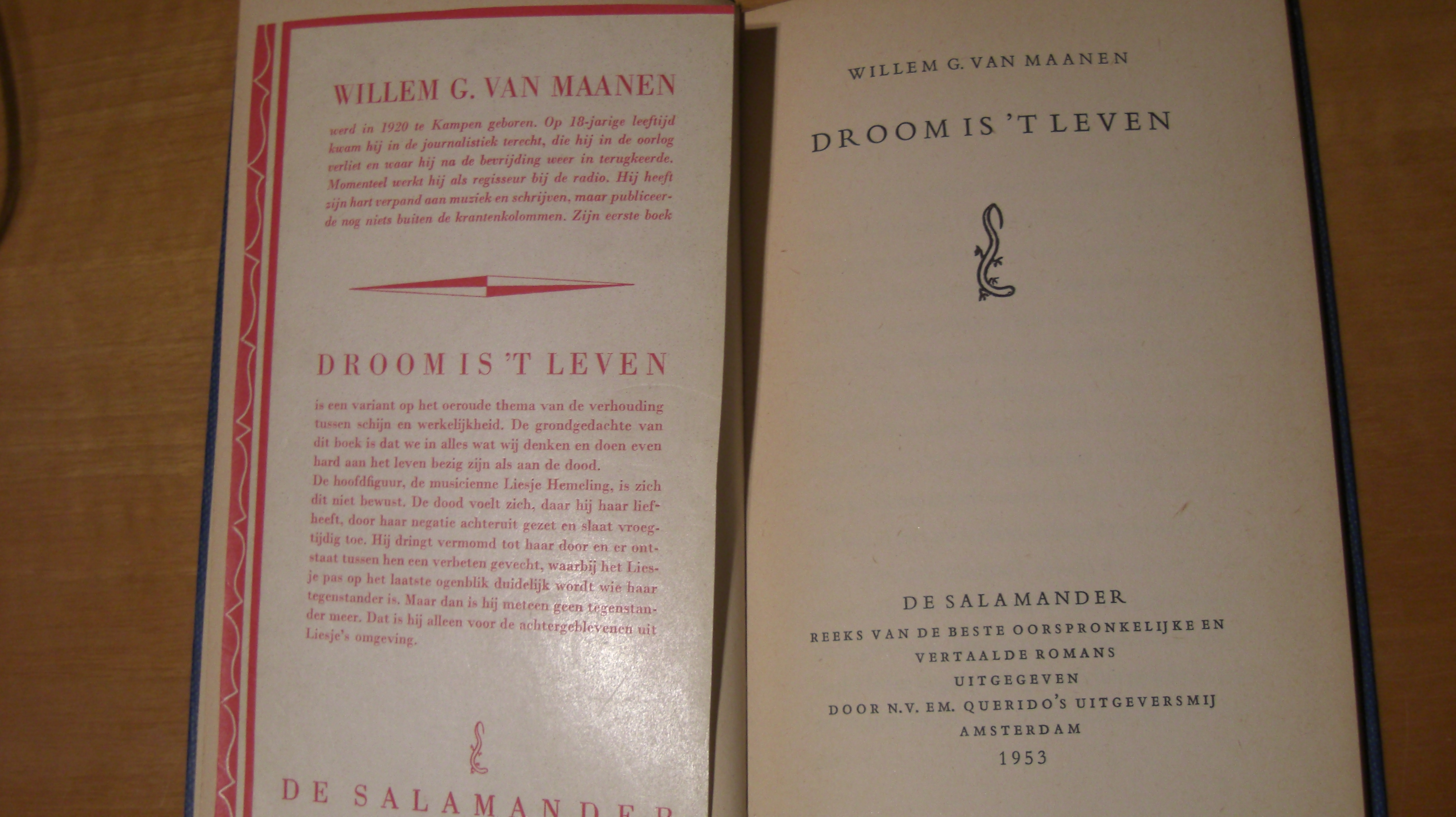
Eerste druk romandebuut Droom is 't leven, 1953